# Helichrysum pandurifolium
Helichrysum pandurifolium là một loài thực vật có hoa trong họ Cúc. Loài này được Schrank mô tả khoa học đầu tiên.